# Banglades a 2011-es úszó-világbajnokságon
Banglades a 2011-es úszó-világbajnokságon két úszóval vett részt.

## Úszás
Férfi
| Versenyző       | Esemény                      | Selejtező | Selejtező | Elődöntő          | Elődöntő          | Döntő             | Döntő             |
| Versenyző       | Esemény                      | Idő       | Helyezés  | Idő               | Helyezés          | Idő               | Helyezés          |
| --------------- | ---------------------------- | --------- | --------- | ----------------- | ----------------- | ----------------- | ----------------- |
| Mahfizur Rahman | Férfi 50 méteres gyorsúszás  | 24.82     | 63        | Nem jutott tovább | Nem jutott tovább | Nem jutott tovább | Nem jutott tovább |
| Mahfizur Rahman | Férfi 100 méteres gyorsúszás | 54.18     | 71        | Nem jutott tovább | Nem jutott tovább | Nem jutott tovább | Nem jutott tovább |
| Shajahan Ali    | Férfi 50 méteres mellúszás   | 30.88     | 40        | Nem jutott tovább | Nem jutott tovább | Nem jutott tovább | Nem jutott tovább |
| Shajahan Ali    | Férfi 100 méteres mellúszás  | 1:10.22   | 75        | Nem jutott tovább | Nem jutott tovább | Nem jutott tovább | Nem jutott tovább |